# دروازه آر
دروازه آر یا کاخ دروازه، دروازه‌ای در پاسارگاد به‌شمار می‌رفته و در منتهی الیه مجموعه کاخ‌ها در فاصله ۲۰۰ متری جنوب شرقی کاخ بارعام واقع شده است. طرح آن به صورت تالاری بوده مستطیل شکل، به طول ۵/۲۸ متر و عرض ۵/۲۵ متر که دارای دو ردیف چهارتایی ستون بلند و چهار درگاه بوده است. درگاه‌های شمال شرقی و شمال غربی اصلی بوده‌اند و دو درگاه دیگر فرعی به‌شمار می‌رفته‌اند.